# Хусть
Хусть — річка в Україні, в межах Роменського району Сумської області. Ліва притока Бишкіні (басейн Дніпра).

## Опис
Довжина річки 17 км. Долина коритоподібна, вузька. Заплава місцями однобічна. Річище слабозвивисте, у середній течії місцями пересихає.

## Розташування
Хусть бере початок на північ від села Нелени. Тече переважно на південь, місцями — на південний схід. Впадає до Бишкіні біля північної околиці села Малі Будки.
Над річкою розташовані села: Гринівка і Беседівка.